# Tomas Tamošauskas
Tomas Tamošauskas (ur. 22 maja 1983 w Gorżdy) – litewski piłkarz, od 2006 roku grający w łotewskim klubie Liepājas Metalurgs. Występuje na pozycji pomocnika. W reprezentacji Litwy zadebiutował w 2003 roku. Do tej pory rozegrał w niej osiemnaście meczów, w których zdobył jedną bramkę (stan na 19 lipca 2012r.).